# Игиги
Иги́ги (аккад. di-gi4-gi4-ne), также нун-галене (шум. dnun-gal-e-ne: «великие князья») — в аккадской (шумеро-аккадской) мифологии одна из двух (наряду с Ануннаками) групп родственных божеств, обычно населяющих небеса; обобщающее название великих, небесных божеств. В некоторых случаях синонимичны Ануннакам.

## Игиги и Ануннаки
В позднем шумеро-аккадском пантеоне боги делились на две родовые группы, или фратрии — Игигов и Ануннаков. К Игигам обычно относились главные боги, в том числе Ану, Энлиль, Мардук, Нергал; местом их обитания чаще всего были небеса. Ануннаки часто представляли младших богов; обитали они преимущественно в подземном мире и на земле, но из текстов известны и небесные Ануннаки. Это разделение появилось в аккадское время, однако собственно Игиги известны из источников не раньше старовавилонского времени. Разделение не было чётким и в широком смысле обозначения обеих групп — Игигов и Ануннаков — могли быть синонимичны. Состав группы Игигов не был чётко определён.

## Упоминание в источниках
Игиги известны только в литературных источниках, начиная со старовавилонского периода. В текстах они обычно описываются как великие боги, обитающие на небесах; другими словами этим именем часто обобщали космических (то есть небесных) божеств. Иногда упоминаются «семь великих богов Игигов»: Ану, Энлиль, Эа, Син, Шамаш, Мардук и Иштар. В текстах средневавилонского периода вообще все важнейшие боги обычно относились к Игигам, в том числе: Ану (на небесах), Энлиль (между небом и землёй), Эа (в Мировом океане) и Нергал (в преисподней). Тогда же в двуязычных текстах аккадскому имени «Игиги» стало соответствовать шумерское «нун-галене» (то есть «великие князья») — вероятно новообразование, призванное подчеркнуть превосходство Игигов (населяющих небеса) над Ануннаками (населяющими землю и подземный мир). Этимология самого аккадского названия «Игиги» неясна.

Иногда Игиги описываются не как великие, а наоборот — как младшие божества. В таких случаях небесными богами называются Ануннаки, к которым относят и «семь великих богов», обычно относимых к Игигам. Наиболее известное упоминание Игигов содержится в «Сказании об Атрахасисе» (ранняя версия датирована старовавилонским периодом), где эти божества как раз занимают подчинённое положение: до обустройства мира и создания людей они прислуживают великим богам-Ануннакам:
Когда боги, подобно людям,
Бремя несли, таскали корзины,
Корзины богов огромны были,
Тяжек труд, велики невзгоды.
Семь великих богов Ануннаков,
Возложили бремя труда на Игигов.Сказание об Атрахасисе, Таблица I, строфа 1-6
Младшие боги Игиги выкопали реки Тигр и Евфрат, создали Апсу — обиталище Энки. Тысячелетия они трудились для великих богов пока не подняли восстание, требуя избавить их от тяжких работ. Собравшиеся великие боги решили создать людей, чтобы те приняли на себя бремя тяжёлого труда.
Предполагается, что в широком контексте обе группы — Игиги и Ануннаки — могли быть синонимичны.

## Функции и культ
Функции Игигов как особой группы божеств отчетливо не определены; их наименование встречается в личных теофорных именах. Из топографических текстов известна Эдуркуга (E-dur-kuga, шум. é-dúr-kù-ga: «дом священного кирпича») — святилище Игигов в Вавилоне, в квартале TE.Eki.

## Комментарии
1. ↑  Аккадское обозначение[1]; этимология неясна[2]